# Nederlandse kampioenschappen indooratletiek 2003
De Nederlandse kampioenschappen indooratletiek 2003 werden gehouden in Gent op zaterdag 15 februari 2003.

## Uitslagen

### 60 m
| rang   | atleet       | prestatie |
| ------ | ------------ | --------- |
| Goud   | Timothy Beck | 6,72 s    |
| Zilver | Virgil Spier | 6,74 s    |
| Brons  | Daniël Ward  | 6,75 s    |

| rang   | atlete                | prestatie |
| ------ | --------------------- | --------- |
| Goud   | Pascal van Assendelft | 7,46 s    |
| Zilver | Joan van den Akker    | 7,57 s    |
| Brons  | Jeanette Pennings     | 7,60 s    |

### 200 m
| rang   | atleet             | prestatie |
| ------ | ------------------ | --------- |
| Goud   | Patrick van Balkom | 21,09 s   |
| Zilver | Guus Hoogmoed      | 21,65 s   |
| Brons  | Rowdy Middelkoop   | 22,10 s   |

| rang   | atlete           | prestatie |
| ------ | ---------------- | --------- |
| Goud   | Tamara Ruben     | 25,24 s   |
| Zilver | Eefje van Mourik | 25,57 s   |
| Brons  | Jolanda Slof     | 25,80 s   |

### 400 m
| rang   | atleet            | prestatie |
| ------ | ----------------- | --------- |
| Goud   | Robert Lathouwers | 47,56 s   |
| Zilver | Bram Som          | 47,87 s   |
| Brons  | Bob Keus          | 48,54 s   |

| rang   | atlete            | prestatie |
| ------ | ----------------- | --------- |
| Goud   | Annemarie Schulte | 56,03 s   |
| Zilver | Petra Groenenboom | 56,66 s   |
| Brons  | Lisette Thomas    | 57,23 s   |

### 800 m
| rang   | atleet                 | prestatie |
| ------ | ---------------------- | --------- |
| Goud   | Arnoud Okken           | 1.49,19   |
| Zilver | Gert-Jan Liefers       | 1.49,70   |
| Brons  | Sebastiaan Schletterer | 1.51,04   |

| rang   | atlete          | prestatie |
| ------ | --------------- | --------- |
| Goud   | Letitia Vriesde | 2.03,63   |
| Zilver | Najla Jaber     | 2.04,74   |
| Brons  | Lotte Visschers | 2.05,49   |

### 1500 m
| rang   | atleet             | prestatie |
| ------ | ------------------ | --------- |
| Goud   | Marko Koers        | 3.43,64   |
| Zilver | Stefan Beumer      | 3.52,60   |
| Brons  | Wijnand Rijkenberg | 3.54,13   |

### 3000 m
| rang   | atleet               | prestatie |
| ------ | -------------------- | --------- |
| Goud   | Rob Detert Oude Weme | 8.12,40   |
| Zilver | Ate van der Burgt    | 8.19,34   |
| Brons  | Ad Verweij           | 8.26,17   |

### 5000 m snelwandelen
| rang   | atleet             | prestatie |
| ------ | ------------------ | --------- |
| Goud   | Harold van Beek    | 23.36,90  |
| Zilver | Pedro Huntjens     | 24.46,31  |
| Brons  | Hans van der Knaap | 25.10,59  |

### 60 m horden
| rang   | atleet                | prestatie |
| ------ | --------------------- | --------- |
| Goud   | Gregory Sedoc         | 7,70 s    |
| Zilver | Virgil Spier          | 7,80 s    |
| Brons  | Marcel van der Westen | 7,86 s    |

| rang   | atlete          | prestatie |
| ------ | --------------- | --------- |
| Goud   | Judith Vis      | 8,31 s    |
| Zilver | Karin Ruckstuhl | 8,54 s    |
| Brons  | Rosina Hodde    | 8,62 s    |

### verspringen
| rang   | atleet           | prestatie |
| ------ | ---------------- | --------- |
| Goud   | Jurgen Cools     | 7,55 m    |
| Zilver | Dennis van Noort | 7,11 m    |
| Brons  | Martin de Groot  | 7,08 m    |

| rang   | atlete               | prestatie |
| ------ | -------------------- | --------- |
| Goud   | Anja Mulder          | 6,10 m    |
| Zilver | Karin Ruckstuhl      | 6,10 m    |
| Brons  | Lathoya Voorthuijsen | 5,81 m    |

### hink-stap-springen
| rang   | atleet                        | prestatie |
| ------ | ----------------------------- | --------- |
| Goud   | Martijn Delissen              | 15,15 m   |
| Zilver | Darcy de Windt                | 14,38 m   |
| Brons  | Jose Augusto de Silveira Neto | 14,37 m   |

| rang   | atlete            | prestatie |
| ------ | ----------------- | --------- |
| Goud   | Chawa Ringenoldus | 12,18 m   |
| Zilver | Anja Mulder       | 12,09 m   |
| Brons  | Gabrielle Ebskamp | 11,88 m   |

### hoogspringen
| rang   | atleet           | prestatie |
| ------ | ---------------- | --------- |
| Goud   | Wilbert Pennings | 2,16 m    |
| Zilver | Jan Peter Larsen | 2,13 m    |
| Brons  | Paul Jongmans    | 2,07 m    |

| rang   | atlete                    | prestatie |
| ------ | ------------------------- | --------- |
| Goud   | Jacqueline Raaman         | 1,72 m    |
| Zilver | Marloes Strooper-Lammerts | 1,69 m    |
| Brons  | Inge Crijns               | 1,69 m    |

### polsstokhoogspringen
| rang   | atleet             | prestatie |
| ------ | ------------------ | --------- |
| Goud   | Rens Blom          | 5,45 m    |
| Zilver | Alex van Zutphen   | 4,75 m    |
| Brons  | Ludo van der Plaat | 4,75 m    |

| rang   | atlete              | prestatie |
| ------ | ------------------- | --------- |
| Goud   | Monique de Wilt     | 4,45 m    |
| Zilver | Sandra van der Geer | 4,25 m    |
| Brons  | Margriet Vedder     | 3,75 m    |

### kogelstoten
| rang   | atleet              | prestatie |
| ------ | ------------------- | --------- |
| Goud   | Rutger Smith        | 19,65 m   |
| Zilver | Erik van Vreumingen | 17,86 m   |
| Brons  | Erwin Simpelaar     | 17,08 m   |

| rang   | atlete             | prestatie |
| ------ | ------------------ | --------- |
| Goud   | Lieja Tunks-Koeman | 18,69 m   |
| Zilver | Denise Kemkers     | 15,52 m   |
| Brons  | Laurien Hoos       | 14,50 m   |

1969 · 
1970 · 
1971 · 
1972 · 
1973 · 
1974 · 
1975 · 
1976 · 
1977 · 
1978 · 
1979 ·
1980 · 
1981 · 
1982 · 
1983 · 
1984 · 
1985 · 
1986 · 
1987 · 
1988 · 
1989 · 
1990 · 
1991 · 
1992 · 
1993 · 
1994 · 
1995 · 
1996 · 
1997 · 
1998 · 
1999 · 
2000 · 
2001 · 
2002 · 
2003 · 
2004 · 
2005 · 
2006 · 
2007 · 
2008 · 
2009 · 
2010 · 
2011 · 
2012 · 
2013 · 
2014 ·
2015 ·
2016 ·
2017 ·
2018 ·
2019 · 
2020 · 
2021 · 
2022 · 
2023 · 
2024 · 
2025